# كنتال

علم الإقليم

خارطة الإقليم

كَنتال أو قَنطَال أو (نقحرة: كانتال) (بالفرنسية: Cantal)‏" هو إقليم فرنسي تابع لمنطقة أفرنية رون ألب . أخذ الاسم من جبال كنتال. عدد سكانه 149682 نسمة.

## معرض صور

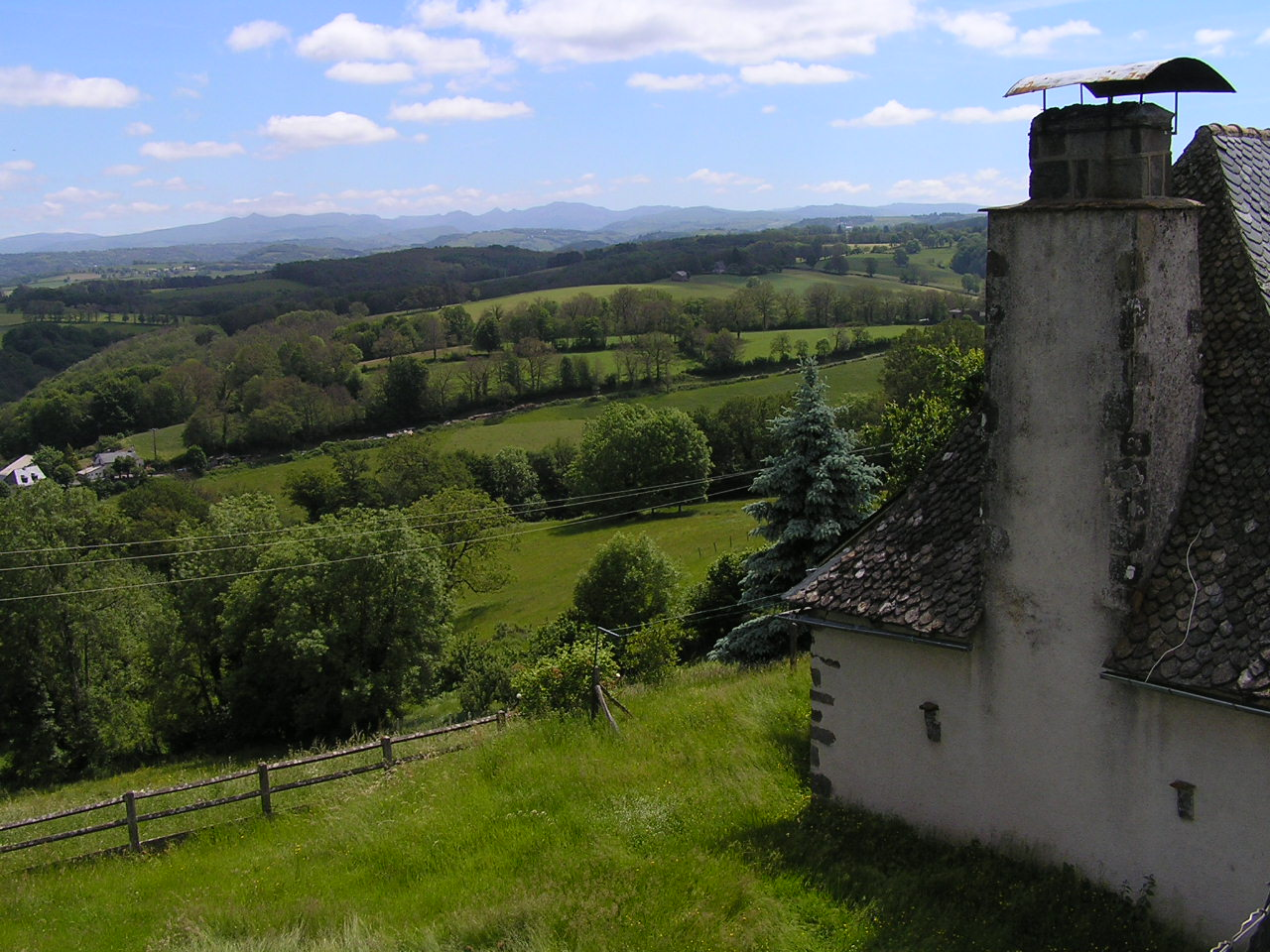
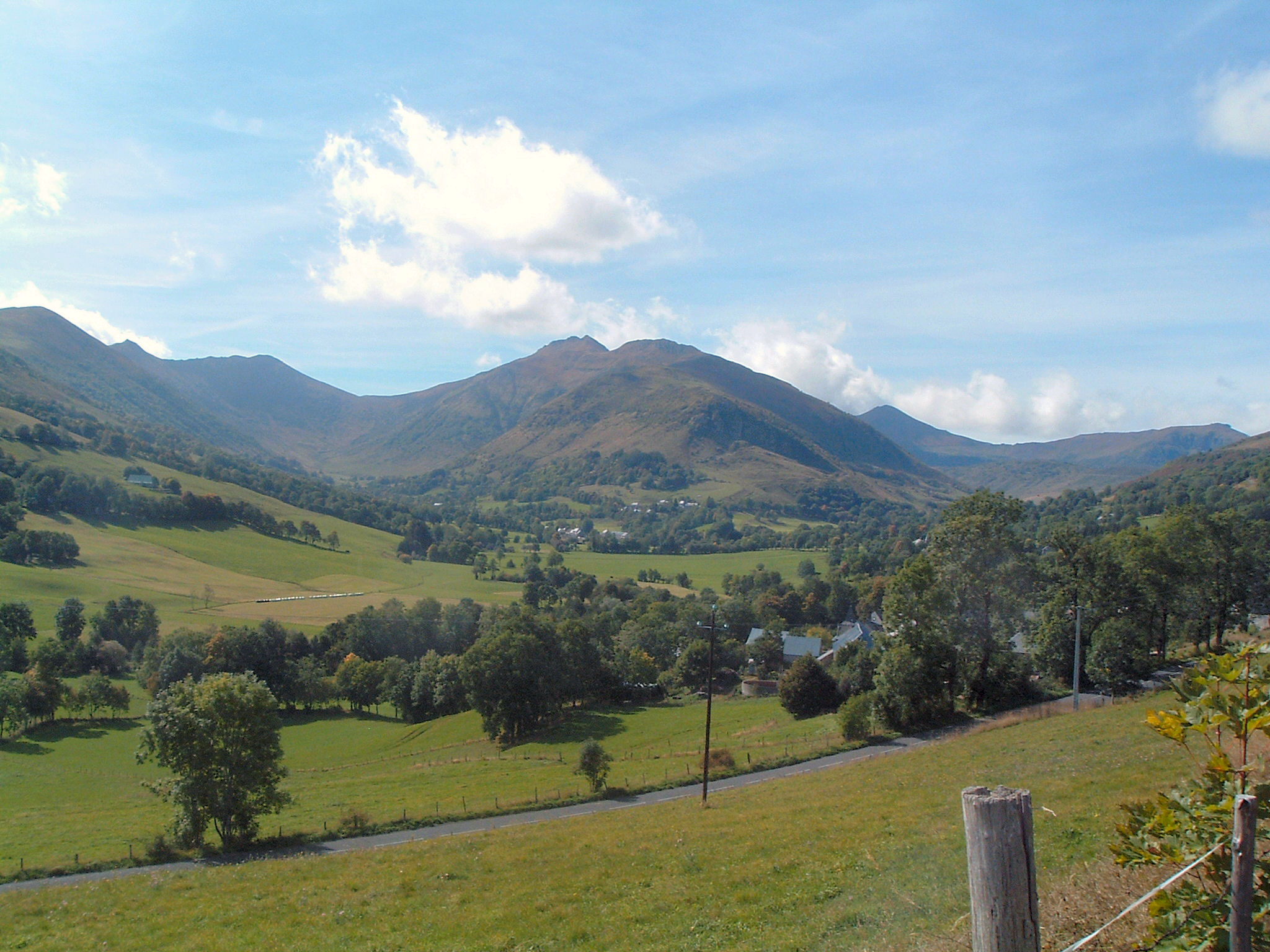
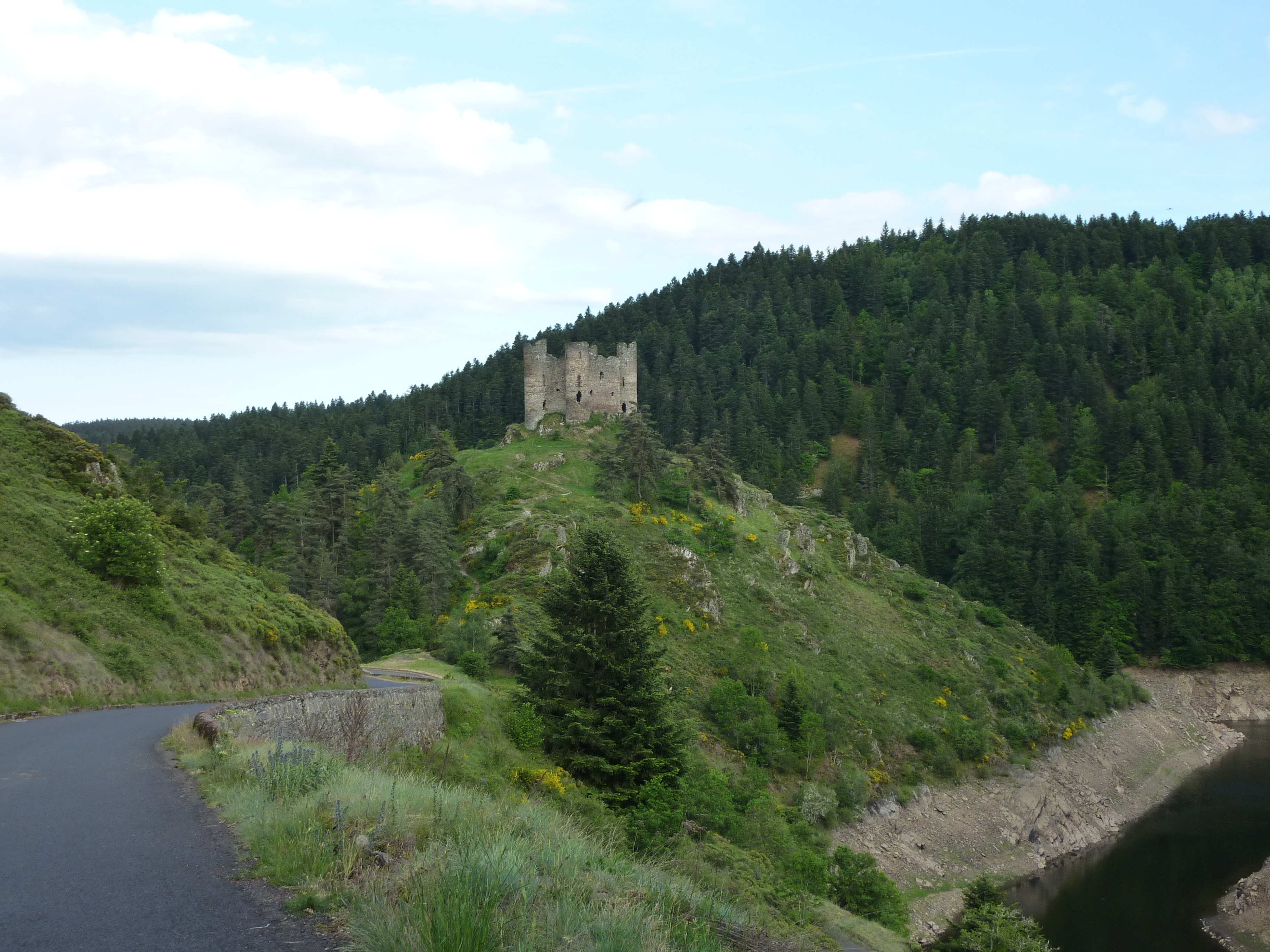
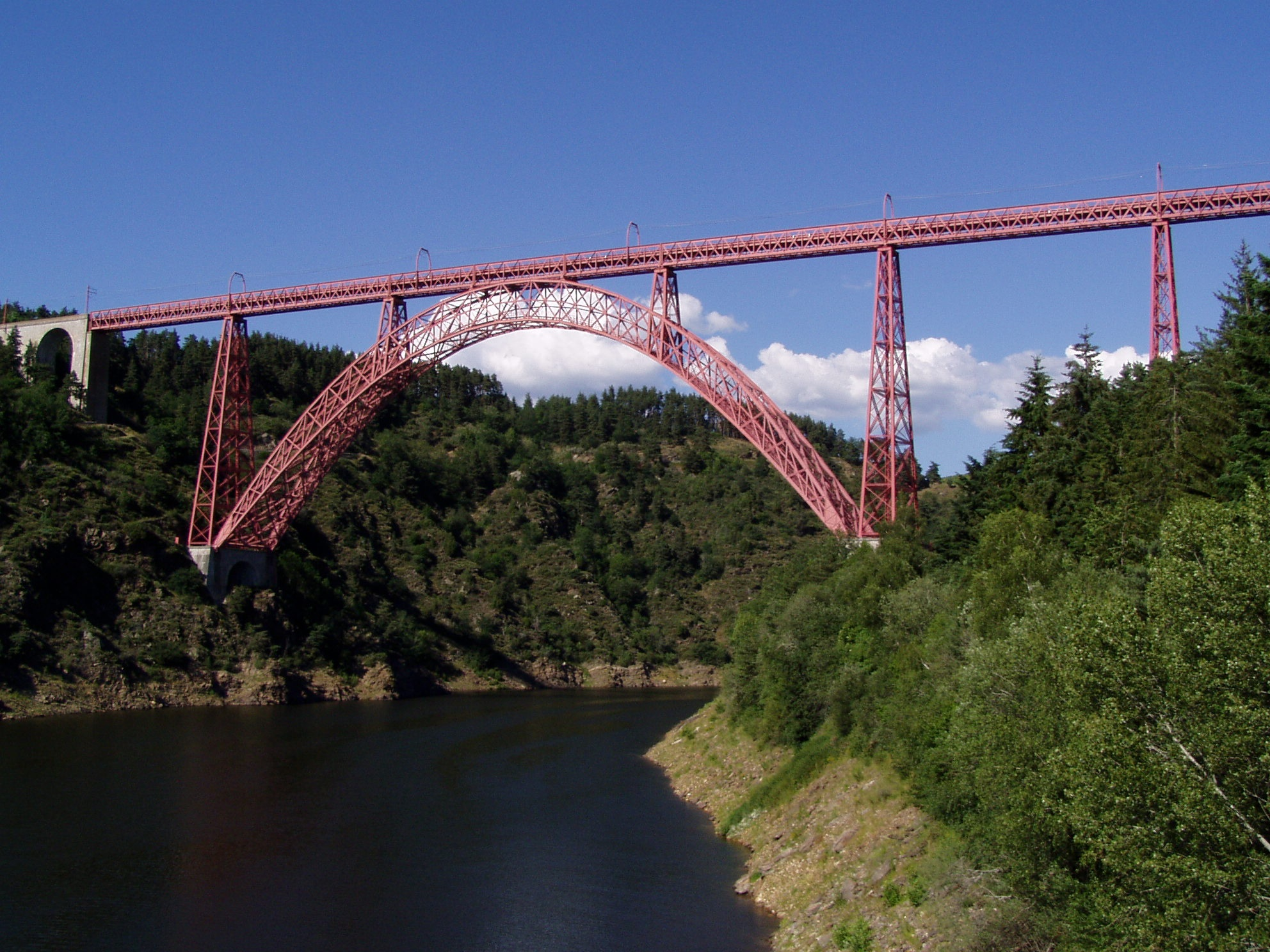
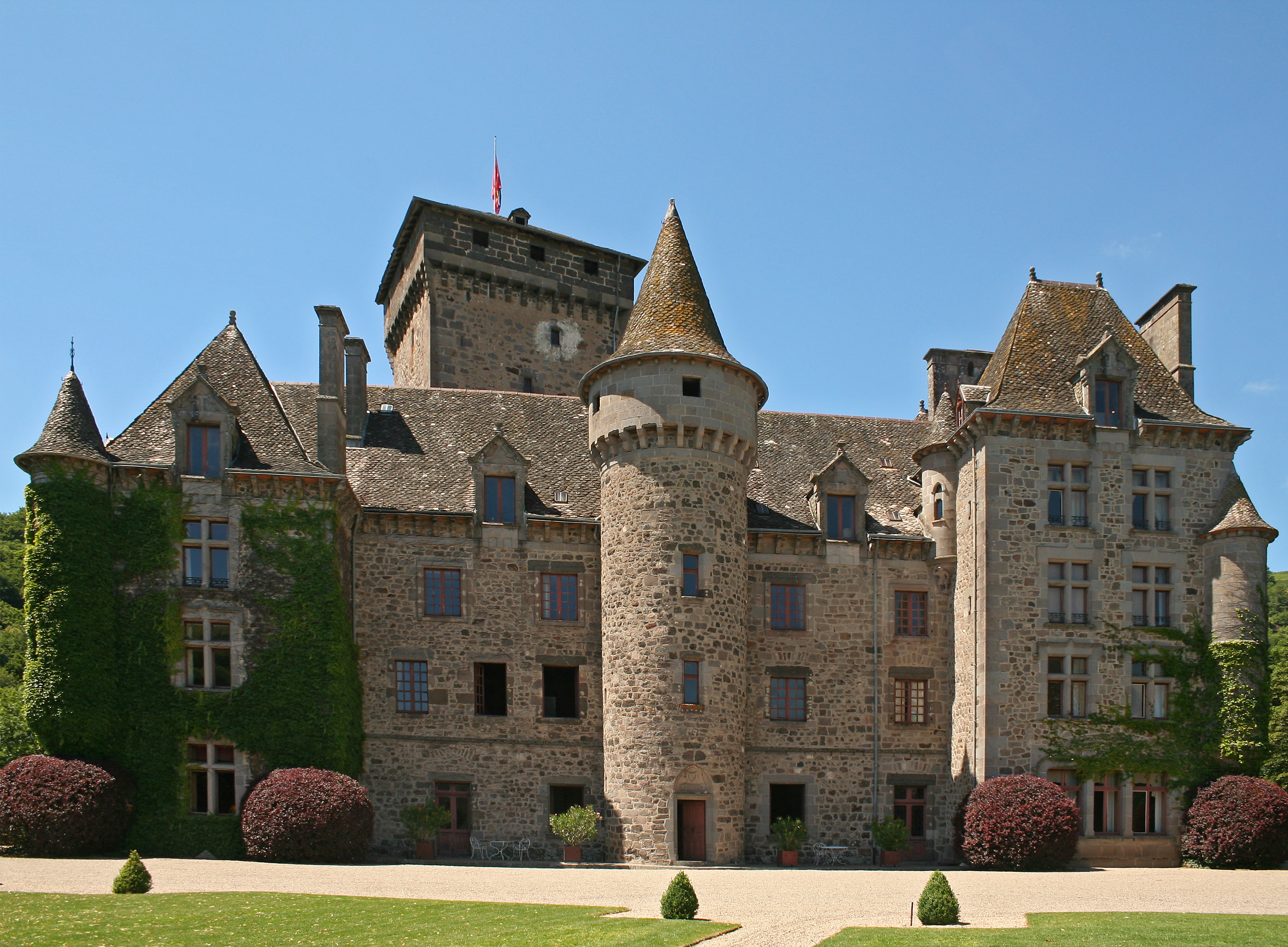
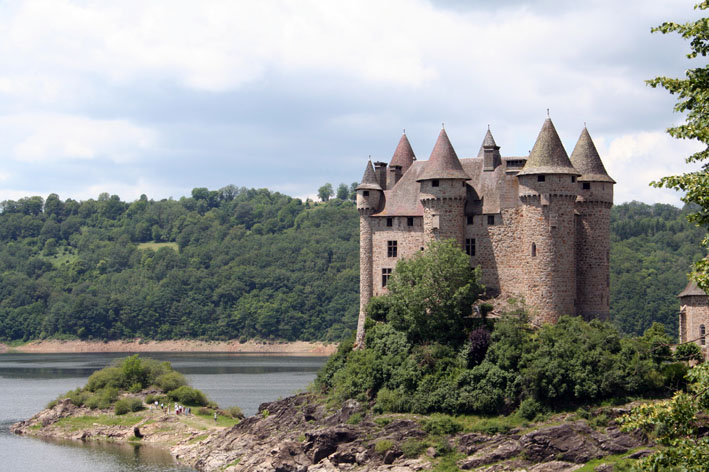

## أعلام
- جوزيف بونيت